# Patricia Klobusiczky
Patricia Klobusiczky (* 3. April 1968 in West-Berlin) ist eine deutsche Literaturübersetzerin. 

## Leben und Werk
Klobusiczky wuchs zweisprachig als Tochter einer Französin und eines Ungarn auf. Ihre frühe Kindheit verbrachte sie in Paris, dann ging sie auf ein Internat in Süddeutschland. Sie studierte literarisches Übersetzen an der Heinrich-Heine-Universität in Düsseldorf.
Klobusiczky arbeitete zunächst als Lektorin für den Rowohlt Verlag, von 1996 bis 2000 in der Taschenbuch-Sparte und von 2000 bis 2005 bei Rowohlt Berlin.
2016–2019 leitete sie vier Mal das Georges-Arthur-Goldschmidt-Programm, ein Ausbildungsprogramm für junge Literaturübersetzer aus den beiden Sprachen Französisch und Deutsch in die jeweils andere Sprache und aus drei Ländern (D, F, CH). Trägerinstitutionen des Programms sind u. a. die Frankfurter Buchmesse, das Bureau International de l’Édition Française, die Schweizer Kulturstiftung Pro Helvetia. Die Koordination übernimmt das Deutsch-Französische Jugendwerk.
Klobusiczky ist seit 2006 freie Übersetzerin aus dem Französischen und aus dem Englischen sowie Moderatorin und Lektorin.
Sie übersetzte auch ins Französische, z. B. einen Comic von Anke Feuchtenberger und Katrin de Vries 2006.
Von März 2017 bis Juni 2021 war Patricia Klobusiczky 1. Vorsitzende des Verbandes deutschsprachiger Übersetzer/innen literarischer und wissenschaftlicher Werke, VdÜ, Bundessparte Übersetzer/innen im VS in ver.di. Unter ihrer Verhandlungsführung wurde 2019 mit dem Börsenverein des Deutschen Buchhandels ein neuer Normvertrag für Übersetzungen abgeschlossen. Ebenso wurden als best practice die Übersetzernennung durch die Verlage und eine gemeinsame Definition der Normseite beschlossen. Sie ist Mitgründerin des PEN Berlin.
Seit 2016 ist Klobusizcky Mentorin für Literaturübersetzer und leitete 2018 das „Übersetzerseminar - Literarisches Colloquium Berlin“. Als Dozentin wirkt sie u. a. im Rahmen des Masterstudiengangs „Angewandte Literaturwissenschaft“ an der FU Berlin und an der Berliner „Akademie für Autoren“.

„Eine einmalige Gelegenheit für alle Beteiligten, die Mentorin eingeschlossen, sich intensiv mit der Vielfalt frankophoner Literatur auseinanderzusetzen, sich voller Elan für ihre Vermittlung einzusetzen und sie nach allen Regeln der Kunst zu übersetzen.“

## Übersetzungen (Auswahl)
- Molly Antopol: Die Unamerikanischen. Erzählungen. Hanser, München 2015. ISBN 978-3-446-24771-0
- William Boyd: Eine große Zeit. Roman. Berlin Verlag 2012. ISBN 978-3-8270-1066-7 (auch bei Büchergilde Gutenberg; auch auf 6 CDs ISBN 978-3-86231-181-1)
- William Boyd: Solo. Ein James-Bond-Roman. Berlin Verlag 2013. ISBN 978-3-8270-1158-9
- William Boyd: Die Fotografin. Die vielen Leben der Amory Clay. Roman. Übers. zus. mit Ulrike Thiesmeyer. Berlin Verlag 2016. ISBN 978-3-8270-1287-6
- Marie Darrieussecq: Prinzessinnen. Roman. Hanser, München 2015 ISBN 978-3-446-24120-6 (Auch auf 5 CDs: ISBN 978-3-86952-039-1)
- Marie Darrieussecq: Man muss die Männer sehr lieben. Roman. Hanser, München 2015 ISBN 978-3-446-24902-8
- Matthias Debureaux: Die Kunst, andere mit seinen Reiseberichten zu langweilen. Nagel & Kimche, Zürich 2017. ISBN 978-3-312-01027-1
- (Übers. mit Miriam Mandelkow) Coerte V. W. Felske: Millennium-Girl. Roman. Rowohlt, Reinbek 2000
- Anke Feuchtenberger, Valérie de Vries: La putain P fait sa ronde. Comic. Aus dem Dt. von P. K. Frémok, Brüssel 2006. ISBN 2-35065-010-3
- Petina Gappah: Die Farben des Nachtfalters. Roman. Arche, Zürich 2016. ISBN 978-3-7160-2750-9
- Petina Gappah: Die Schuldigen von Rotten Row. Arche, Zürich 2017 (November). ISBN 978-3-7160-2763-9
- Jean Gaudon: Von Hugo bis Asterix. Walter Scotts Einfluss in Frankreich, in: Lothar Jordan, Bernd Kortländer, Hrsg.: Nationale Grenzen und internationaler Austausch. Studien zum Kultur- und Wissenschaftstransfer in Europa. De Gruyter, Berlin 2011 (Zuerst Niemeyer, Tübingen 1995). ISBN 3-484-63010-8, S. 121–138.
- Françoise Giroud: „Ich bin eine freie Frau“. Autobiographie. Hrsg. von Alix de Saint-André. Paul Zsolnay Verlag, Wien 2016. ISBN 978-3-552-05766-1
- Frances Itani: Über dem Strom. Ein Roman in zehn Geschichten. Aus dem kanadischen Engl. Berlin Verlag 2009. ISBN 978-3-8270-0622-6
- Frances Itani: Der Geburtstag. Aus dem kanadischen Engl. Berlin Verlag 2011. ISBN 978-3-8270-0847-3
- Frances Itani: Requiem. Roman. Berlin-Verlag 2014. ISBN 978-3-8270-1091-9 (Auch als E-Book: ISBN 978-3-8270-7756-1)
- Hélène Koscielniak: J'attends•Ich warte. In: Jennifer Dummer (Hrsg.): Pareil, mais différent - Genauso, nur anders. Frankokanadische Erzählungen. dtv, München 2020, S. 8–21
- Lorrie Moore: Die Froschkönigin. Roman. Berliner Taschenbuchverlag, Berlin 2011. ISBN 978-3-8333-0755-3
- (Übers. mit Frank Heibert) Lorrie Moore: Ein Tor zur Welt. Roman. Berlin Verlag 2011.
- Jean Prévost: Das Salz in der Wunde. Roman. Manesse, Zürich 2015. ISBN 978-3-7175-2338-3
- Henri-Pierre Roché: Jules und Jim. Roman. Neu übersetzt. Mit einem Essay von François Truffaut. Schöffling & Co., Frankfurt 2016. ISBN 978-3-89561-264-0
- Curtis Sittenfeld: Also lieb ich ihn. Gustav Kiepenheuer Verlag, Berlin 2007. ISBN 978-3-378-00681-2; wieder Aufbau TB, Berlin 2009. ISBN 978-3-7466-2485-3
- Louise de Vilmorin: Liebesgeschichte. Roman. Aus dem Franz. neu übersetzt. Dörlemann, Zürich 2009. ISBN 978-3-908777-37-3
- Louise de Vilmorin: Julietta. Roman. Neu übersetzt. Dörlemann Verlag, Zürich 2010. ISBN 978-3-908777-53-3
- Louise de Vilmorin: Madame de … Roman. Neu übersetzt. Dörlemann, Zürich 2011. ISBN 978-3-908777-74-8
- Louise de Vilmorin: Der Brief im Taxi. Roman. Dörlemann, Zürich 2016. ISBN 978-3-03820-033-8
- Valérie Zenatti: Jacob, Jacob. Roman. Schöffling, Frankfurt 2017 (August). ISBN 978-3-89561-462-0
- Wir erklären den Frieden! CD, Tonträger. Von Stéphane Hessel, Dalai Lama. Regie: Margrit Osterwold. Hrsg. von Sylvie Crossman, Jean-Pierre Barou. Stimmen: Alicia Aumüller, Jörg Pohl, Sebastian Rudolph. Hörbuch Hamburg 2012. ISBN 978-3-89903-397-7
- Einfach Freunde. Die wahre Geschichte des Pflegers Driss, aus Ziemlich beste Freunde. CD, gekürzte Lesung, Hrsg. von Abdel Sellou. Regie: Margrit Osterwold. Stimme Sascha Rotermund. Übers. P. K., Lis Künzli. Hörbuch Hamburg, 2012. ISBN 978-3-86909-116-7 (als Print: Ullstein, Berlin 2012. ISBN 978-3-548-28518-4)

## Sonstiges zum Übersetzen
- Warum ich dem VdÜ beigetreten bin? In: Souveräne Brückenbauer. 60 Jahre Verband der Literaturübersetzer. Für den Verband deutschsprachiger Übersetzer literarischer und wissenschaftlicher Werke, hrsg. von Helga Pfetsch. Sonderheft Sprache im technischen Zeitalter, SpritZ. Böhlau Verlag, Köln 2014 ISBN 978-3-412-22284-0 ISSN 0038-8475 S. 93
- Ohne Knete keine Fete. Übersetzer in Bellevue, in Zs. Übersetzen, 2, 2015, S. 1
  - Joachim Gauck: Schlossabend zur Würdigung von literarischen Übersetzern., ebd., als Antwort
- Wir sind nur als geschlossene Gruppe stark. Klobusiczky und ihre Co-Vorsitzende im VdÜ, Maria Hummitzsch, zur Verbandsarbeit, Interview auf der Wolfenbütteler VdÜ-Tagung 2018, in: TraLaLit, Dezember 2018

## Notizen
1. ↑  Patricia Klobusiczky ist Lektorin beim Rowohlt Berlin Verlag. Sie entdeckt junge Schreib-Talente in der Hauptstadt: Die Perlentaucherin. 2. April 2002, abgerufen am 2. Februar 2023.
2. ↑  Mitgründer:innen. Archiviert vom Original am 18. Juli 2022; abgerufen am 15. Juli 2022.
3. ↑  Nutzen Sie das Goldschmidt-Programm für Übersetzer. Abgerufen am 30. Juli 2019.

| Personendaten    | Personendaten                                   |
| ---------------- | ----------------------------------------------- |
| NAME             | Klobusiczky, Patricia                           |
| KURZBESCHREIBUNG | deutsche Übersetzerin, Moderatorin und Lektorin |
| GEBURTSDATUM     | 3. April 1968                                   |
| GEBURTSORT       | Berlin                                          |